# LGBT et hindouisme
Les vues hindouistes sur l'homosexualité et sur les questions LGBT sont diverses, et des groupes hindous différents ont des vues différentes. Le traité antique de l'Arthashâstra soutient que certaines relations homosexuelles sont une offense, et encourage la chasteté (ce qui s'applique aussi aux relations hétérosexuelles). Les traités du Dharmashastra reconnaît l'existence de l'homosexualité mais la réprime par des amendes et des pénitences, sans la condamner en termes moraux. Les Lois de Manu voient l'homosexualité comme une source de souillure rituelle, que les brahmanes doivent expier par la pénitence et des immersions rituelles.
D'autres textes hindous dépeignent l'homosexualité comme naturelle et source de joie, comme le Kamasutra, et plusieurs temples hindous montrent des bas-reliefs d'hommes ou de femmes se livrant à des actes homosexuels. Certaines divinités de l'hindouisme apparaissent aussi comme ayant un genre non binaire. Les relations homosexuelles et la diversité de genre est représenté depuis la période védique jusqu'à nos jours, dans des rituels, des textes de loi, des récits mythologiques, des peintures et des sculptures.

## Textes hindouistes
Le Kamasutra est un texte ancien sur le désir, entre autres sexuel. Compilé par le philosophe Vâtsyâyana, il dépeint de nombreuses pratiques sexuelles et plusieurs types de genres. Le texte donne des techniques du troisième sexe (tritiya-prakriti)) pour exercer la fellation. L'un des chapitres parle d'hommes homosexuels de types masculin et féminin (partie II, chapitre 9).
Le Sushruta Samhita est un traité de médecine qui mentionne deux types d'hommes ayant des relations sexuelles avec des hommes (pénétrant et pénétré), ainsi que des femmes ayant des relations sexuelles entre elles.

## Récits religieux hindous

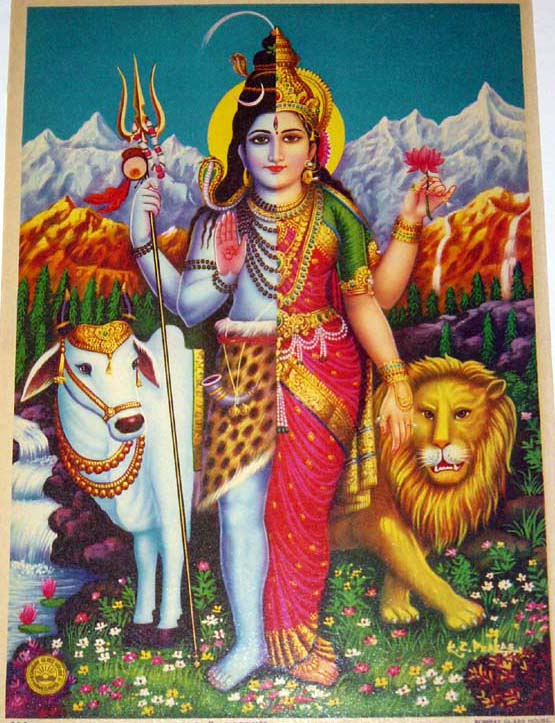
Représentation de Ardhanarishvara

Ardhanarishvara est la forme androgyne de Shiva, elle/il est représenté-e comme mi-femme, mi-homme. Iravan est un héros qui a épousé un homme qui était sous sa forme féminine. Harihara est la combinaison des deux dieux Vishnou et Shiva. Bahuchara Mata est la déesse-patronne des hijras transgenres. Gadadhara est la forme masculine de la déesse Radha. Chandi et Châmundâ sont des déesses guerrières parfois représentées comme jumelles. La déesse Bhagavati est parfois associée au travestissement, de même que la déesse Yellamma,.
Le dieu Ayyappan est né de l'union de Shiva et de l'avatar féminin de Vishnou, Mohini. Kârttikeya est né de la semence de Shiva recueillie par le dieu du feu Agni et confiée au Gange.
Dans l'épopée du Mahabharata, le héros Arjuna vit un temps comme un membre du troisième sexe dans le royaume Matsya, à la suite d'une malédiction. Shikhandi est un personnage né femme mais qui est élevé comme un garçon et épouse une femme.

## Art religieux
Quelques sculptures du temple de Khajuraho montrent des relations homosexuelles, comme un homme touchant le sexe en érection d'un autre homme ou un homme pratiquant une fellation sur un autre.
Des manuscrits du Kamasutra, ainsi que des manuscrits indo-persans ou indo-musulmans, contiennent des illustrations d'actes homosexuels entre hommes ou entre femmes.
Une illustration montre même un homme prenant du plaisir avec une poupée de femme et des godemichés.

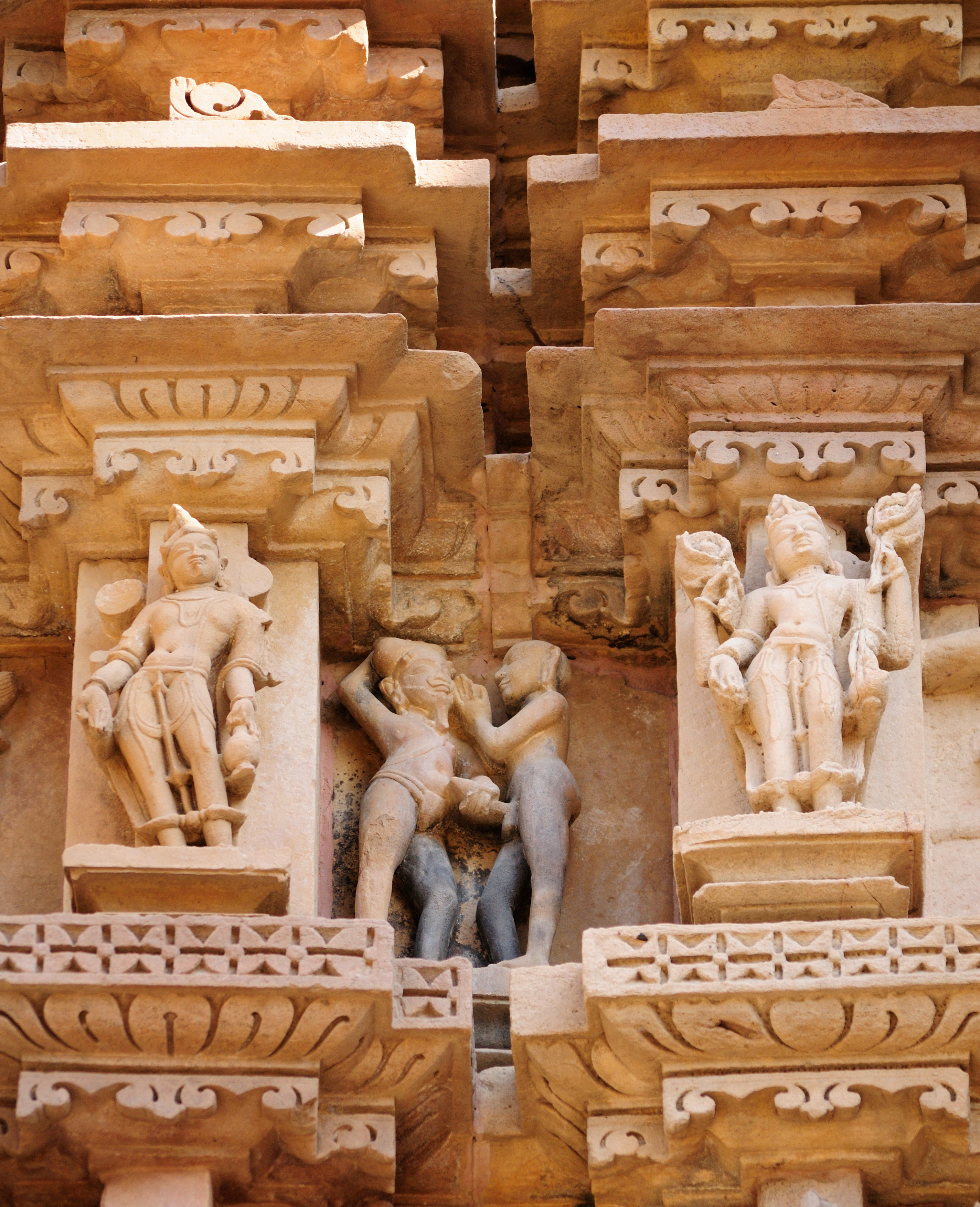
Temple de Khajuraho.
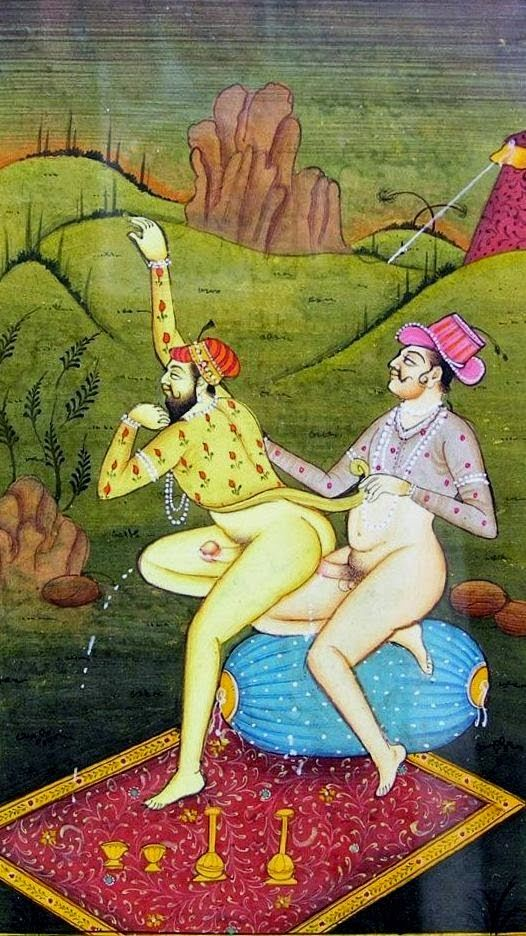
Gouache du XVIIIe s.
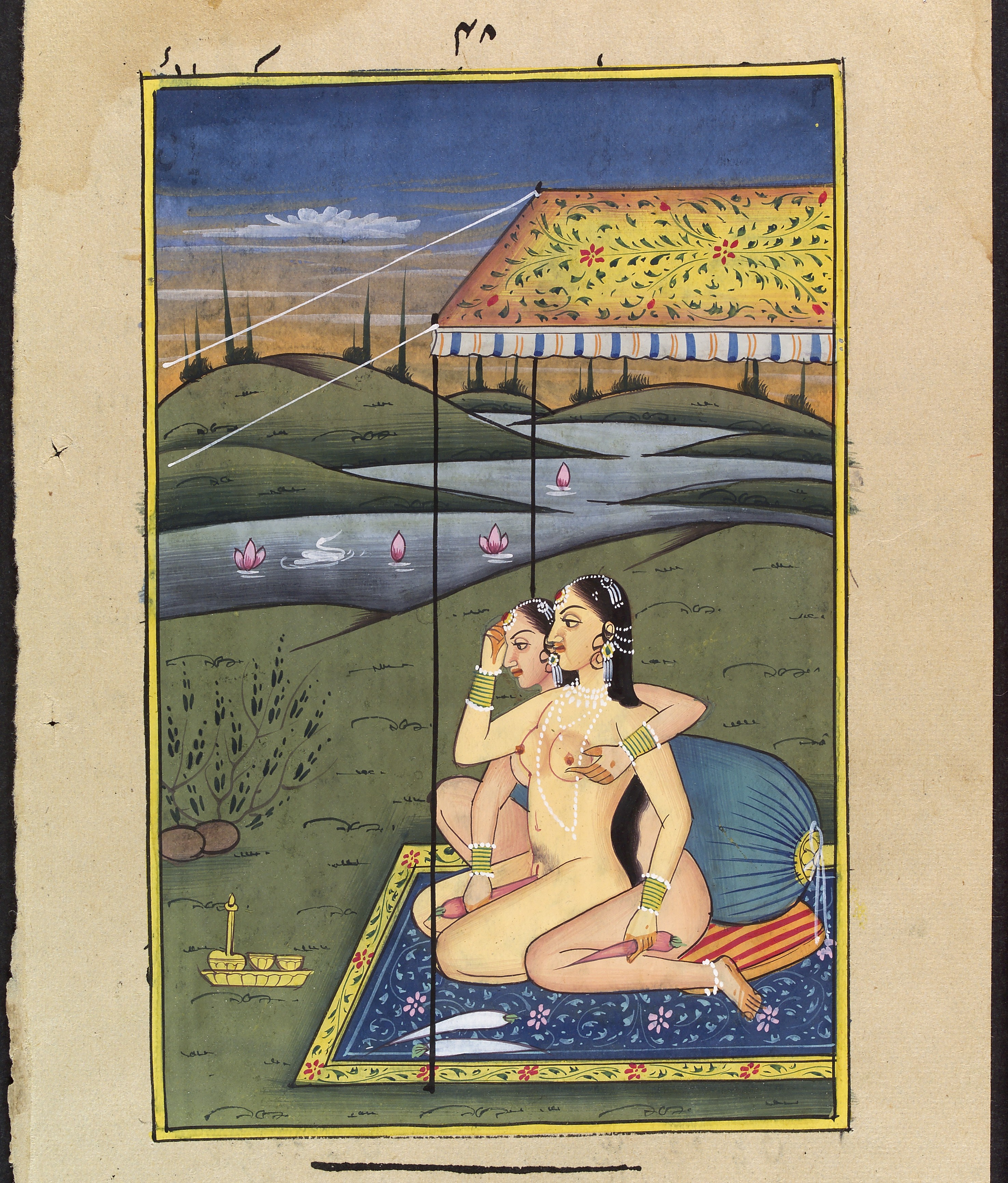
Deux femmes.
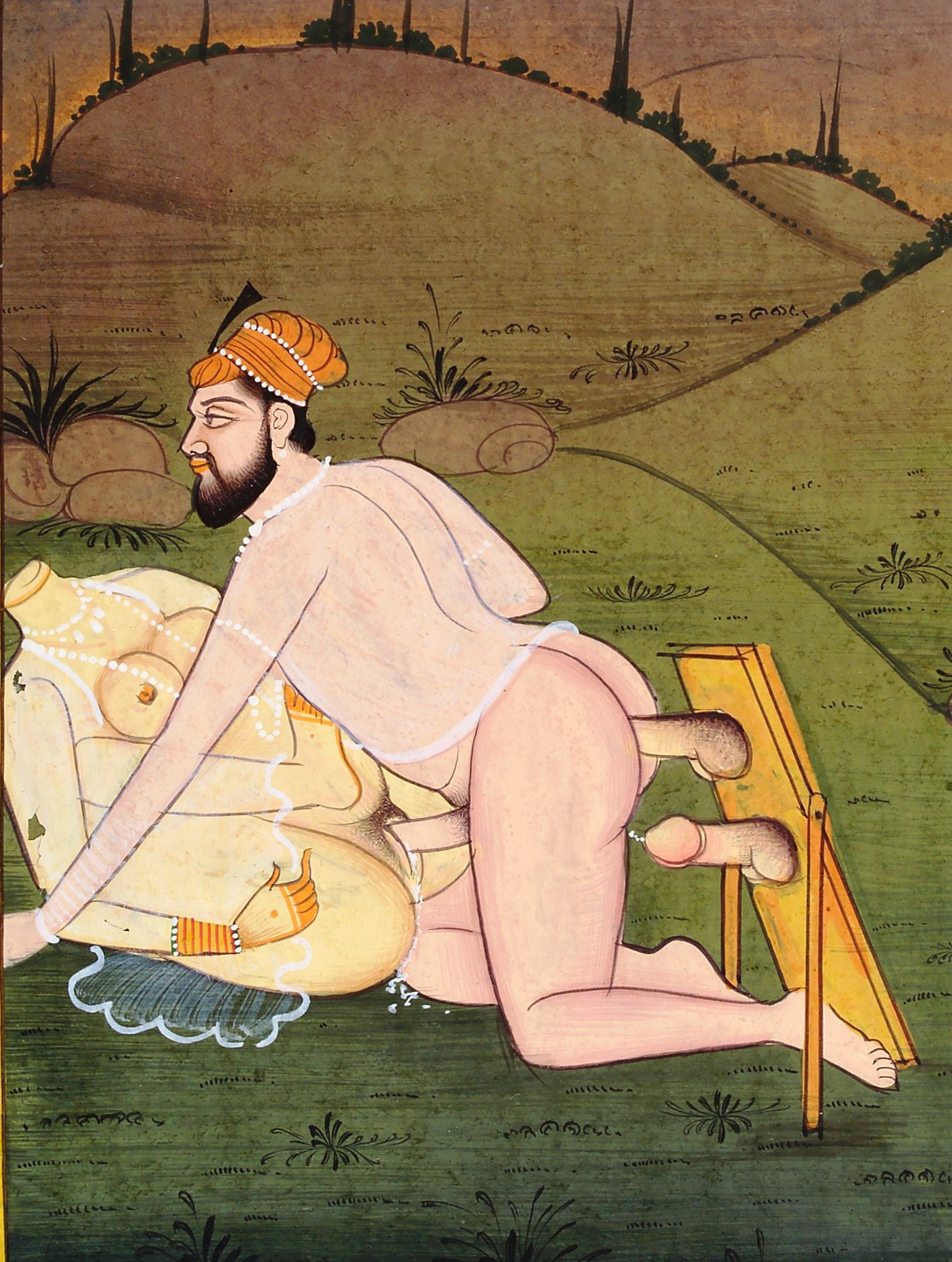
Poupée sexuelle et godemichet.